# خانه زرگر یزدی
خانه زرگر یزدی مربوط به دوره قاجار است و در یزد، خیابان امام خمینی (ره)، محله دارالشفاء واقع شده و این اثر در تاریخ ۹ اردیبهشت ۱۳۸۲ با شمارهٔ ثبت ۸۵۳۷ به‌عنوان یکی از آثار ملی ایران به ثبت رسیده است. نحوه و کیفیت مرمت این اثر توسط وزارت میراث فرهنگی، صنایع دستی و گردشگری در سال 2004 از طرف سازمان یونسکو موفق به کسب دیپلم افتخار شد. 